# Kurken Yanikian

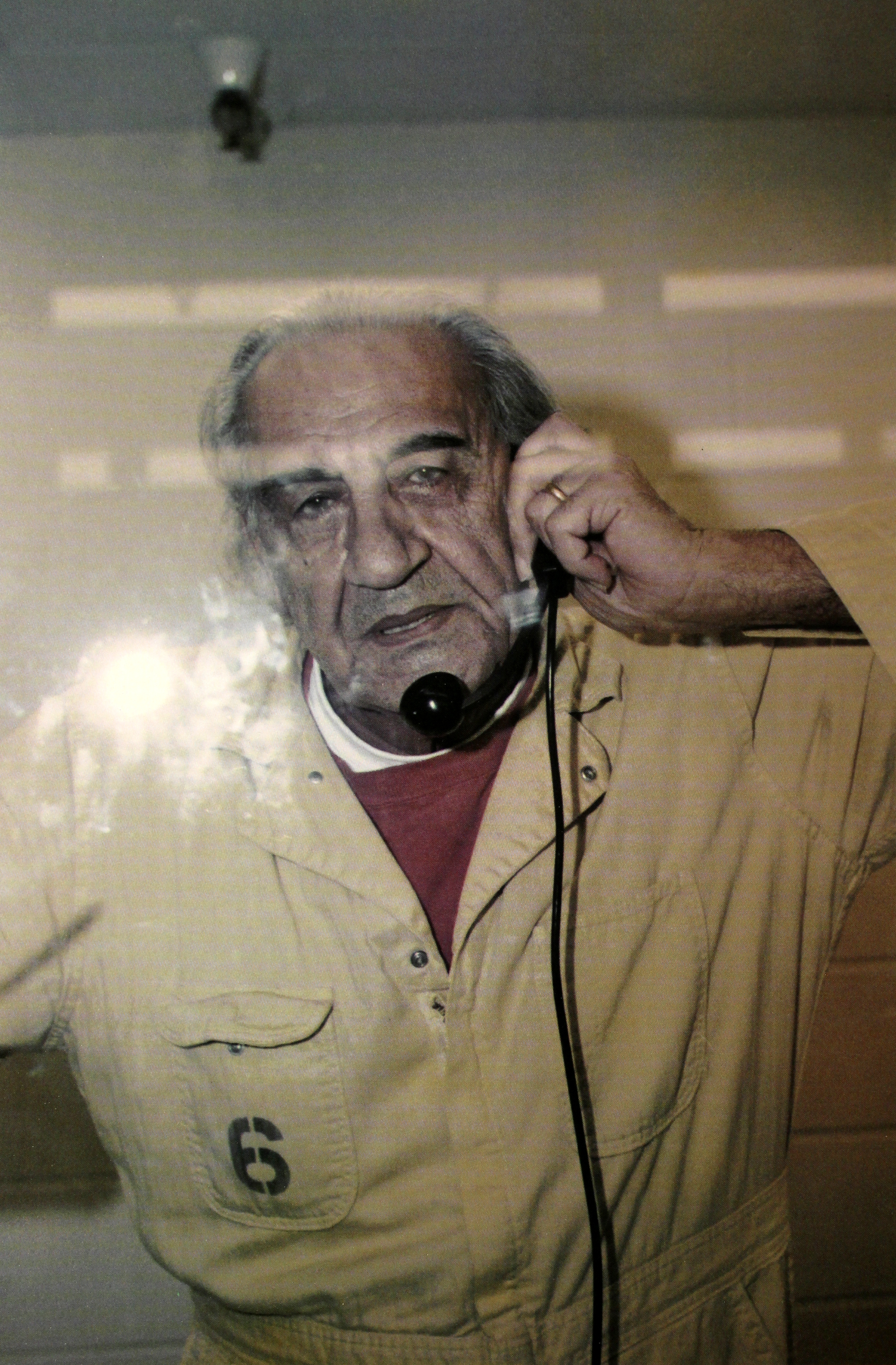
Kurken Yanikian

Kurken Mgrditch Yanikian (armenisch Գուրգեն Եանիկեան, türkisch Gürgen Yanıkyan, * 24. Dezember 1895 in Erzurum, gest. 27. März 1987 in Kalifornien) war ein US-amerikanisch-sowjetischer Ingenieur und Buchautor. Als Überlebender des Völkermords an den Armeniern wurde er 1973 durch die Ermordung zweier Konsuln als Racheakt in Kalifornien bekannt.
Die Familie Yanikian musste während der Hamidischen Massaker in den 1890er Jahren ihren Besitz in einer Scheune verstecken und aus ihrer Heimat Erzurum fliehen. Bei der Rückkehr zur Scheune wurde Kurken Yanikians älterer Bruder Hagop von zwei Türken ermordet, was Kurken Yanikian traumatisierte. Während des Völkermords an den Armeniern 1915 wurden die Existenzgrundlage seiner Familie zerstört und 26 Familienmitglieder getötet. Yanikian studierte an der Moskauer Staatlichen Universität Ingenieurswesen. In den 1930er Jahren ging er mit seiner Frau Suzanna nach Persien und war während des Zweiten Weltkrieges ein Auditor für die transiranische Eisenbahn, die die alliierten Mächte ausbauten. 1946 wanderte er in die USA aus und eröffnete in New York das Yanikian-Theater, verarmte jedoch in den 1960er Jahren.
Am 27. Januar 1973 erklärte Yanikian, dass er ein Gemälde aus der Zeit Abdülhamids II. habe und es dem türkischen Staat schenken wolle. Hierbei lud er den Generalkonsul Mehmet Baydar und den Konsul Bahadır Demir in das Biltmore Hotel nach Santa Barbara ein, um es zu überreichen. Bei dem Treffen erschoss er sie jedoch – inspiriert von Soghomon Tehlirian. Nach der Tat erklärte Yanikian gegenüber dem Hotelmanager und den Bediensteten: „Aus meiner Familie sind 26 Personen von den Türken und Russen ermordet worden, ich habe mich für sie gerächt.“ Dieses Ereignis leitete eine Kette von Aktionen der 1975 gegründeten Organisation Asala ein. Die Organisation selbst nannte sich anfangs daher „Gruppe des Gefangenen Kurken Yanikian“. Am 2. Juli 1973 wurde Yanikian zu lebenslanger Haft verurteilt, jedoch am 31. Januar 1984 wegen seines schlechten Gesundheitszustandes entlassen. Nachdem er einen Monat in einem Konvaleszenz-Krankenhaus in Montebello verbracht hatte, starb Yanikian an einem Herzinfarkt.
Das Grab von Yanikian liegt auf dem Militärfriedhof von Jerablur.

## Werke
- The Triumph of Judas Iscariot. Los Angeles: Research Publ., 1950, 254 S.
- Harem Cross: A Novel of the Near-East. New York: Exposition, 1953, 223 p.
- The Resurrected Christ: A Novel. New York: Exposition, 1955, 141 pp.
- The Voice of an American. Society for the Science of Living, 1960, 147 pp.
- Purpose and Truth (memoirs written from prison). Jerewan: Tigran Mets, 1999. (armenisch)